# Etienne Schotte
Etienne Schotte (Sint-Andries, 3 januari 1923 – Brugge, 3 februari 2005) was een Belgisch leraar. Hij was de bedenker van de krachtbalsport.

## Levensloop
Schotte was een van de eerste aan de Katholieke Universiteit Leuven afgestudeerde leraars Lichamelijke Opvoeding. Hij werd leraar aan het Sint-Franciscus Xaveriusinstituut (de "Frères") en het Vrij Technisch Instituut, beide in Brugge.
Krachtbal als sport ontstond als alternatief voor het monotone werpen met een medicijnbal op conditietraining. Door de gedrevenheid en volharding van Schotte werd het een volwaardige competitiesport, die werd opgenomen op de sporttakkenlijst. Hij zorgde ervoor dat "zijn" sport kon overleven in het gevarieerde en steeds wijzigende sportlandschap. In de beginfase ging het om een familiale onderneming met zijn echtgenote die het secretariaat deed en hijzelf als competitieleider, scheidsrechter, bestuurder, promotor, trainer enz. Stilaan vond hij medestanders en medewerkers.
In 1964 werd krachtbal erkend door BLOSO en in 1967 werd de krachtbalfederatie opgericht die datzelfde jaar aansloot bij het Belgisch Olympisch en Interfederaal Comité (BOIC). Als een van de hoogtepunten in de krachtbalgeschiedenis was er de ontvangst op het Koninklijk Paleis van Brussel in 1983. Schotte werd door de koning begroet, samen met de spelers van het jaar Ronny Cool en Yvette Deschacht.
Het aantal clubs steeg in Vlaanderen tot een vijtigtal. Door het gewijzigde subsidiebeleid van de Vlaamse overheid zakte het aantal clubs echter tot 37, maar het totaal aantal leden steeg. Vanaf 2013 werd de nadruk gelegd op de jeugdwerking in clubs en scholen, met als doel de clubs aan een bredere basis te helpen en het ontstaan van nieuwe clubs mogelijk te maken. In deze optiek werden in de voorbije jaren telkens een zeventiental scholentoernooien georganiseerd waar meer dan 200 schoolploegen aan deelnamen.
De internationale uitbouw van de krachtbalsport was moeizamer.
Schotte trok naar Engeland (1968), Nederland (1970) en de Verenigde Staten (1973) om zijn sport te promoten. De oprichting van de International Krachtbal Federation (IKBF) in 1999 en de organisatie van enkele Europese kampioenschappen en een wereldkampioenschap zorgden niet voor een doorbraak in het buitenland.

## Eerbetoon
In 1989 werd Schotte door Jacques Rogge, voorzitter van het BOIC, vereerd met de IOC-medaille van sportverdienste.
Op 6 september 2014 werd op de Etienne Schotte Krachtbalvelden van de eerste krachtbalclub in Sint-Michiels-Brugge een gedenkplaat onthuld, die herinnert aan de stichter van de krachtbalsport, naar aanleiding van de vijftigste verjaardag van de uitvinding ervan.

## Publicaties
- Krachtbal totaal, Beernem, De Windroos, 1969
- Schoon en sterk, Brussel, Kajottersuitgaven
- Krachtbal: vademecum
- Spelregels Krachtbal, 1980
- Hulptrainerscursus krachtbal